# Telefoonangst
Telefoonangst, ook wel belangst of telefoonfobie, is een vorm van angst waardoor mensen niet durven te bellen. Het wordt gezien als een sociale fobie.
Bij het gebeld worden kan het overgaan van de telefoon angsten oproepen die worden geassocieerd met spreken, presteren en converseren. Dit geldt ook voor het gedwongen zijn om zelf een telefoongesprek te starten.
Angsten om beoordeeld te worden door de conversatiepartner of zichzelf belachelijk te maken, kunnen gepaard gaan met hyperventilatie of paniekaanvallen.

## Jongeren
In 2018 gaf 38% van de Nederlandse jongeren (18 tot 30 jaar) in een onderzoek aan last van telefoonangst te hebben. Zij stuurden liever een geschreven bericht zoals een e-mail of bericht via een chatdienst. Als oorzaak hiervoor werd het onverwachte en spontane genoemd: in een telefoongesprek wordt er verwacht dat iemand meteen terug praat en bij tekstberichten kan men nog even nadenken wat te typen. Ondervraagden vonden het eng of lastig om met iemand te spreken die ze niet zien.